# کودک‌ربایی خیابان مجیدیه
کودک‌ربایی خیابان مجیدیه به رویداد کودک‌ربایی رخ‌داده در روز چهارشنبه ۲۹ خرداد ۱۳۹۲ در خیابان ۱۶متری دوم مجیدیه شمالی (خیابان رسالت تهران) گفته می‌شود. در این رویداد، کودکی ۸ماهه به نام «محمدطاها فراهانی» توسط فردی ناشناس ربوده شد. سرانجام پس از گذشت ۵۹ روز عصر شنبه ۲۶ مرداد ۱۳۹۲ این کودک در شبستان مسجد امام رضا در حوالی بزرگراه باقری در حالی که شماره تلفن پدرش با سنجاق به سینه‌اش وصل شده بود درون یک سبد پیدا شد و با تن‌درستی به آغوش خانواده‌اش بازگشت.

## شرح ربایش
چهارشنبه ۲۹ خرداد ۱۳۹۲ مادر محمدطاها (مریم میرزایی) به اتفاق دختر ۵ساله‌اش زهرا و محمدطاهای ۷ماهه برای خرید به بیرون از منزل رفته بود. محمدطاها درون کالسکه‌اش خواب بود که به سوپرمارکتی با پله‌های بلند رسیدند که مانع ورود کالسکه محمدطاها می‌شد. مادر محمدطاها بناچار او را برای چند لحظه در پیاده‌رو رها کرد و با دخترش زهرا از پله‌های سوپرمارکت بالا رفت تا سؤالی بپرسد؛ ولی هنگامی که در کمتر از یک دقیقه از آن‌جا بیرون آمد متوجه شد کالسکه خالی است و محمدطاها ربوده شده‌است. دقایقی با پریشانی از افراد آن خیابان و خیابان‌های اطراف پرس‌وجو کرد که بی‌نتیجه بود؛ بنابراین، به کلانتری ۱۲۷ نارمک رفت و ماجرا را شرح داد.

## پیگیری‌های پلیسی
با تشکیل پرونده مقدماتی با موضوع «ربایش کودک» به دستور شعبه یازدهم بازپرسی دادسرای ناحیه ۲۷ تهران این پرونده برای انجام تحقیقات تخصصی در اختیار اداره یازدهم پلیس آگاهی تهران بزرگ قرار گرفت. کارآگاهان این اداره پس از مراجعه به محل ربایش و انجام دادن تحقیق متوجه شدند زنی حدوداً ۳۵ساله با روسری قرمز و مانتوی بنفش این کودک را ربوده و پیش از خروج مادرش از داخل فروشگاه به‌سرعت از محل متواری شده‌است. سرهنگ کارآگاه، آریا حاجی‌زاده، معاون مبارزه با جرایم جنایی پلیس آگاهی تهران بزرگ اعلام کرد با توجه به حساسیت موضوع تیم ویژه‌ای در اداره یازدهم پلیس آگاهی تهران بزرگ رسیدگی به این پرونده را بر عهده دارد. پلیس آگاهی از شهروندان تهران نیز خواسته بود در صورت داشتن هر گونه اطلاعات در این‌باره مراتب را در اختیار اداره یازدهم پلیس آگاهی تهران بزرگ قرار دهند. قاضی پرونده نیز مجوز انتشار عکس این کودک را در روزنامه‌ها صادر کرد.

## ماجرای پیداشدن
روایت اول

۲۶ مرداد ۱۳۹۲، ساعت ۲۱:۴۱، وبلاگ در جستجوی پسر عزیزمان محمدطاها (که توسط بستگان محمدطاها برای یافتن او راه‌اندازی شده بود) خبری را منتشر کرد مبنی بر این که: «محمدطاها پیدا شد و به آغوش خانواده بازگشت... اخبار تکمیلی فردا عصر به اطلاع می‌رسد» و سه عکس جدید از محمدطاها را منتشر کرد. فردای آن روز ماجرای پیدا شدن محمدطاها در آن وبلاگ به این شرح منتشر شد: 
سارقین محمدطاهای عزیز رو به مبلغ پنج میلیون تومان به خانواده‌ای که بچه‌دار نمی‌شدند فروخته‌بودند. این خانواده خبری از دزدی‌بودن محمدطاها نداشتند. در پی اطلاع‌رسانی‌های زیادی که برای پیداشدن محمدطاها انجام شد و صحبت‌های احسان علیخانی در برنامه ماه عسل یکی از اقوام این خانواده متوجه می‌شود کودک خریداری‌شده همان محمدطاهای گمشده است؛ بنابراین، از تلفن عمومی با پدر محمدطاها تماس می‌گیرد و می‌گوید در حال راضی‌کردن این خانواده هستم. زیرا، زنی که نقش مادر محمدطاها را داشت راضی نمی‌شده چون با محمدطاها اخت شده بود. پس از سپری‌شدن چند روز از تماس هنگام اذان مغرب روز شنبه ۲۶ مرداد ۱۳۹۲ محمدطاها را موقع نماز جماعت در مسجدی حوالی اتوبان باقری درون یک سبد در حالی که شماره پدرش با سنجاق به سینه‌اش وصل شده بود گذاشتند و رفتند. اهالی مسجد با خانواده محمدطاها تماس گرفتند و پدر و مادر محمدطاها سریعاً به مسجد مراجعه کردند و پس از دو ماه جگرگوشه‌شان را در آغوش گرفتند و اشک شوق ریختند... حال این پدر و مادر در آن لحظه توصیف‌نشدنی بود. شب در خانه و محله محمدطاها غوغایی بود. همه از دوست و آشنا گرفته تا فامیل برای تبریک و دیدن محمدطاها آمده بودند. جالب بود که محمدطاها با هیچ‌کس غریبی نمی‌کرد و در آغوش همه بود... خانواده‌ای که محمدطاها را خریده بودند از هر نظر به محمدطاها رسیده بودند و محمدطاها کمی تپل شده بود. به نظر می‌رسید قبل از این که محمدطاها را به سوی خانوادش بفرستند آرایشگاه برده بودند و حمام کرده بودند و لباس نو تنش کرده بودند. حالا هم خانواده چهار نفره محمدطاها در حال فراهم کردن مقدمات سفر به مشهد برای ادای نذرشان هستند— علی (گرداننده وبلاگ)، وبلاگ «در جستجوی پسر عزیزمان محمدطاها»
روایت‌های دیگر
در روزهای بعد پدر و مادر محمدطاها (حسن فراهانی و مریم میرزایی) در گفتگو با رسانه‌های گروهی جزئیات بیش‌تر و در بعضی موارد متفاوتی را از ماجرای پیدا شدن فرزندشان بازگو کردند. به گفته پدر محمدطاها (حسن فراهانی) ظاهراً خانواده‌ای که محمدطاها را از کودک ربا خریده بودند از اهالی محله دروازه غار تهران هستند.

## دستگیری کودک ربا (یان)
به رغم آن که کارآگاهان پلیس آگاهی ایران سرنخ‌هایی از رباینده/ربایندگان این کودک به‌دست آورده‌اند ولی تاکنون موفق به دستگیری او/آنان نشده‌اند.

## بازتاب رسانه‌ای
این کودک‌ربایی بازتاب گسترده‌ای در رسانه‌های گروهی ایران داشت. به‌طوری که، علاوه بر انتشار اخبار مربوط به آن در رسانه‌های نوشتاری پرتیراژ از جمله روزنامه همشهری، روزنامه جام جم، روزنامه ایران، روزنامه شرق، روزنامه کیهان، روزنامه اطلاعات، روزنامه خراسان، و خبرگزاری‌های برخط، در برنامه تلویزیونی پربیننده «ماه عسل» (با اجرای احسان علیخانی، آخرین روز ماه رمضان ۱۳۹۲) نیز به‌طور ویژه به آن پرداخته شد.

## کمپین در جستجوی پسر عزیزمان محمدطاها
بستگان محمدطاها با راه‌اندازی یک وبلاگ با عنوان «در جستجوی پسر عزیزمان محمدطاها» کمپینی را برای یافتن این کودک به راه انداختند. در این وبلاگ که با استقبال کم‌نظیری روبرو شد از شهروندان تهرانی درخواست شد هرگونه اطلاعی از محمد طاها به‌دست آوردند در اختیار آنان بگذارند و مژدگانی دریافت کنند. سرانجام، ۲۶ مرداد ۱۳۹۲ ساعت ۲۱:۴۱ بر روی این وبلاگ خبری منتشر شد مبنی بر این که: «محمد طاها پیدا شد و به آغوش خانواده بازگشت... اخبار تکمیلی فردا عصر به اطلاع می‌رسد» و سه عکس از محمدطاها پس از پیدا شدنش را منتشر کرد. فردای آن روز نیز شرح تفصیلی ماجرای پیدا شدن محمدطاها در این وبلاگ منتشر شد.